# 苦しみの杭
苦しみの杭（くるしみのくい）は、キリスト教系の新宗教であるエホバの証人の「新世界訳聖書」（ものみの塔聖書冊子協会発行）におけるギリシア語、スタウロス（σταυρός）に対する英訳語 torture stake の日本語訳である。キリスト教における「十字架」の異訳であり、エホバの証人は訳語のみならず、十字架の形状についても否定している。しかしイエス・キリストの時代のスタウロスが十字架であったという考古学的証拠、初代教会教父の文献が多数発見されている。また1～3 世紀のキリスト教信者の墓地に十字架が刻まれていることは、考古学的発見からも明らかである。

## エホバの証人の主張

### 苦しみの杭の概要
ジョン・デンハム・パーソンズの著わした「キリスト教に無関係の十字架」ーロンドン、1896年、23、24ページを参照。
ギリシア語スタウロスはイエスの処刑に関連して用いられている。「スタウロス（σταυρός）は、主としてまっすぐな杭を指す。それに犯罪者は処刑のためにくぎづけにされた。この名詞も、杭に留めるという意味の動詞スタウロォーも元々は教会の用いている２本の梁材（はりざい）を十字に組み合わせた形とは区別されていた。後者の形は古代カルデアに起源を有し、同国およびエジプトを含む隣接した国々において、タンムズ神の象徴（その名の最初の文字で、神秘的意味の付されたタウの形）として用いられた。西暦３世紀の半ばまでに、諸教会はキリスト教の幾つかの教理から逸脱するか、それをこっけいなものにしてしまった。背教した教会制度の威信を高めるため、異教徒が、信仰による再生なしに教会に受け入れられた。それらのものには異教徒の印（しるし）や象徴を引き続き用いることが大幅に認められた。こうして、タウつまりTがキリストの十字架を表すために用いられるようになり、多くの場合と同様に横棒を下にずらした形が使われた」。
ルイスとショートの『ラテン語辞典』ではラテン語のクルクスの基本的意味に「犯罪者がつけられたり掛けられたりする、木、枠木、または木製の他の処刑具」を挙げている。
「公開処刑場として選ばれた所でいつでも立ち木が利用できるわけではなかった。それで、普通の梁材（はりざい）が地面に立てられた。犯罪常習者はその上に上方に手を伸ばした両手を、そして多くの場合は両足をも縛り付けられるか釘で打ち付けられた」。
「イエスは普通の死刑用杭の上で死なれた。これを支持するものとして次の点が、挙げられる。（イ）東洋においてこの種の処刑法が当時習慣的に行われていたこと、（ロ）間接的であるが、イエスが味わわれた苦しみに関する歴史的記述そのもの、および（ハ）教会教父たちの書き残した多くの文書」。
エホバの証人によれば、「イエスが2本の梁材を組み合わせた十字架にかけられて処刑された」と言われ始めたのは、イエスの死後300年もたってからのことであり、その見解はスタウロスの誤用および伝承に基づくものとされている。
新世界訳聖書以外の日本語の聖書翻訳はスタウロスを十字架と訳している。日本語以外では、例えば英語訳で、完訳ユダヤ人聖書（Complete Jewish Bible）が「処刑用の杭（execution stake）」という表現を用いて訳している。

### 苦しみの杭の訳語の由来
訳語の由来はマタイによる福音書27章40節に基づく（新世界訳聖書）。
「こう言った。「神殿を壊して3日で建てる者よ、自分を救ってみろ！神の子なら、苦しみの杭から下りてこい！」。（マタイ27：40。）
「苦しみの杭」は、カルバリすなわち”ドクロの場所”におけるイエスの処刑に関連して用いられている。異教徒はキリスト以前の幾世紀もの間、十字架を宗教的象徴として用いていたが、ここでギリシャ語スタウロスがそうした十字架を意味することを示す証拠はない。
古典ギリシャ語において、スタウロスという語は単に、まっすぐな杭、土台に用いるような棒中を意味していた。スタウロオーという動詞は、単に杭で柵を巡らすこと、砦柵（さいさく）を作ることを意味していた。
クリスチャン・ギリシャ語聖書の霊感を受けた筆者たちは共通(コイネー)ギリシャ語で文章を書きスタウロスという語を、古典ギリシャ語の意味と同じく、どんな角度のものにせよいかなる横木もついていない単純な杭という意味で用いた。これを否定する証拠を挙げることは出来ない。使徒ペテロとパウロも、イエスが釘付けにされた苦しみの刑具を指すのにクシュロンという語を用いているが、このことは横木の取り付けられていないまっすぐな杭であったことをあらわしている。まさにそれがこの場合のクシュロンの意味するところだからである。
（使徒5:30;10:39;13:29;ガラテア3:13;ペテロ第一2:24）七十人訳のエズラ6:11(エスドラス書第一6:31)にクシュロンという語がでており、そこでは律法違反者が掛けられる1本の梁として述べられている。使徒5:30;10:39の場合も同様。
バーゼル大学の教授であったパウル・ビルヘウム・シュミットは自著、「イエスの歴史」386-394ページの中で、ギリシャ語スタウロスについて詳細な研究を行った。同書の386ページには、「スタウロスは真っ直ぐに立っているすべての杭または樹幹を意味する」と記されている。
イエスがつけられた処刑具に関して、シュミットは同書387-389ページで次のように書いた。「福音書の記述によると、イエス加えられた処罰として考えられるのは、むち打ちの他には、衣をはいで体を杭に掛ける、ローマの最も単純な形式の磔刑（たっけい）だけである。その処罰を一層忌まわしいものにするため、イエスは処刑場までその杭を運ぶか引きずって行かねばならなかった。……こうした単純な仕方で杭に掛ける方法がしばしば大量処刑で採用されていたことから、これ以外の方法は考えられない。この種の大量処刑の例は、バルスによる一度に2,000人の処刑、クワドラツゥス、行政長官フェリクス、ティツスによる刑具に見られる。
イエスが処刑された際に刑具として使用された十字架は、その語の現在持つ意味自身が示しているように、一般的には十字の形をしていたと信じられている。しかし一方で、その刑具は十字形ではなかったとする学説が存在していた。その学説において、スタウロスは、杭の形、Tの形、Xの形をしているなどと論じられた。

エホバの証人はスタウロスを杭とする学説を支持した。この神学上の判断には1896年に英国で発行された『キリスト教に無関係の十字架』と題する書物の影響が大きいと思われる。この書物は、キリスト教史初期にイエスのスタウロスを十字と仮定することが行われ、やがてそれが事実として普及するようになったと論じている。

1950年にはエホバの証人の翻訳者たちによって「クリスチャン・ギリシャ語聖書 新世界訳」が刊行された。翻訳者がエホバの証人である以上、スタウロスを「杭」と訳出することはふさわしいと思われた。しかし、これを単に「杭」と訳出したのではその神学的意味が薄くなると翻訳者たちは考えたようである。そこで「杭」ではなく「苦しみの杭」という訳語が選択された。これはイエス自身のスタウロスの用法に一致している（マタイ10:38, 16:24, マルコ 8:34, ルカ 9:23, 14:27）。

### エホバの証人の主張する考古学的背景
イエスの時代のスタウロスが何であったかを知る考古学上の物証は極めて少ない。理由のひとつに、当時の風習により、スタウロスによる処刑を受けた者が正式に埋葬されることは少なかっただろうということを考えることができる。さらに、イエスがスタウロスによって処刑されたほぼ同じ時期に、ユダヤ人の間でスタウロスの刑が廃止されたことも考慮しなければならない。一度スタウロスの刑が廃れているので、イエスの時代より後の時代の資料をもってイエスのスタウロスを論じることは困難である。

## 神学的背景
現在、この種の学説に固執している宗教団体はエホバの証人のみである。

## 歴史的資料による「十字架」の考古学的証拠とキリスト教会の見解

### エホバの証人の主張
エホバの証人の『参照資料付き新世界訳聖書』の付録では、カトリック教会の学者ユストゥス・リプシウス（1547-1606年）の著書『デー・クルケ・リブリー・トレース』から、犯罪者をつけるための1本の杭はラテン語でクルクス･シンプレクス（crux sim'plex）と呼ばれており、「そうした拷問用の刑具の一つがユストゥス･リプシウスの著書で描かれている」と述べた上で杭につけられた人の絵の複写を掲載している。そして、イエスが刑中場に向かう時通った道が大変狭く、代わりに十字架を背負った人も、その道を十字架を背負って通る事は困難であること、又、1本の杭の上にイエスが手を重ねて止められていた事は後の記述でイエスが大声で叫び、息を引き取った事実と一致し、杭の上での時間の経過と共に心臓が圧迫され、それ（心臓破裂）により大きな声で叫ぶことになり、息を引き取った事に間違いがない」という、医学的事実も正確な見解を支持している。エホバの証人も当時、十字架と考えていたが「義なる者の漸進的啓発」により明確な事柄が明らかにされ（ダニエル12章3節4節）正しい理解を得た。これは終わりの時の印であり今まで秘められたことが明らかにされる時であり、またより理解を深められるように神が助けられることを目的として予言していた。そして何よりも重要な点として聖書全般に明らかにされている通り、真のキリスト教は、偶像や物品を用いて神を崇拝する事は、神への大いなる侮辱であり、イエスが固く禁じていたことである（ヨハネ4章24節出エジプト記20章4、5節）。愛を重んじる教えを大切に受け止めているクリスチャンが、愛する方の形を作りその死なれた時の状況を復元させ、それに口づけしたりするならば、それはとても異様な光景としか言えないのではないでしょうか、感情だけではなく理性的に神を愛するように教えられたイエス（マタイ6章9節マタイ22章37節38節）は弟子達に神の考えを正しく伝え、作られた物や偶像を通して崇拝行為を示すことを必ず嫌悪されたことでしょう。エホバの証人はこうしたことの証拠を真実に沿って伝えることのできる真のクリスチャンである。本当に聖書を学んでいる人は聖書に書かれている「偽のキリスト教」が「終わりの日」に世界中に広がる事についてよく理解しているはずである（マタイ24章24節25節）。そして神の言葉を正しく広めず、神に栄光を帰さなかった点でも大いなる裁きを受けることになる。（ヨハネの啓示18章2節）  
「組み合わせた十字架にかけられて処刑された」と言われ始めたのは、イエスの死300年もたってからのことであり、その見解はスタウロスの誤用および伝承に基づくものと主張する。しかし、イエスの時代のスタウロスが十字架であったという考古学的証拠が多数発見されている。また1から3世紀のキリスト教信者の墓地に十字架が刻まれていることは、考古学的発見からも明らかである。例として以下の証拠が発見されている。
- 西暦79年に廃墟と化したポンペイの町跡から「200年祭の家（Casa del Bicentenario）」と呼ばれた初期のクリスチャンの礼拝堂が発掘された。そこに、はっきりとした金属の十字架の痕跡が残されていた[16][17]。
- パレスチナの南側の斜面にあった建物の廃墟から発見された西暦217年頃の壁画に、キリスト教信仰をあざける目的で描かれた人物の頭は、ろばとして描かれ、十字架に掛けられている。十字架の左側には、左手をあげ、崇拝の姿勢を示している一人の人物が描かれている。右下には、「アレクサメノスは、彼の神を礼拝している」という文字が記されている[18]。
- ヘブライ大学のユダヤ人考古学博物館のE.L. シュケーニック教授は、ある家族の墓を発見した。２つの納骨堂には、ギリシャ語でイエスの名前がつけられていた。二番目の方には、4つの大きな十字架も描かれていた。西暦前一世紀から、西暦後一世紀の半ばまでのものと推測されている[19]。
- ユダヤ人の考古学者バシリオ・ザフェリスに率いられたチームが、エルサレム近郊のギバット・ハ－ミブタル（ラス・エル－マサレフ）において発見した4つのユダヤ人の墓は、そこから出土した土器から、西暦7年から66年の間のものと推定されている。その中の一つの納骨堂から、磔になった一人の若者の骨が出てきた[19]。

### 初代教会教父の文献による「十字架」の証拠
エホバの証人は、「イエスが2本の梁材を組み合わせた十字架にかけられて処刑された」と言われ始めたのは、イエスの死後300年もたってからのことであり、その見解はスタウロスの誤用および伝承に基づくものと主張する。しかし、それ以前の初代教会教父の文献には以下のように十字架について多数言及されている。
- バルナバの手紙は、西暦130年頃、異邦人キリスト者によって記されたものである。解説において、十字架がＴによって表わされる、と明言している。また出エジプト記17章11-12節のモーセが手をあげたときの姿は、十字架を表わしている、と述べている。モーセが祈っている姿を想像するなら、そのモーセの姿は、伝統的な十字架に一致するのは明白である[20]。
- 殉教者ユスチヌス（西暦110-165年）は、２世紀前半に活躍した教父である。その著書『第一弁明』においてイエスが磔にされた際、イエスの肩が十字架につけられた、と述べている。エホバの証人が教える一本の杭の場合には、イエスが肩を「杭」につけることは出来ない。また同書でイエスの十字架の重要性を強調するため、いろいろな例を紹介している中で、「身体の直立方向と直角に両手が伸びていること」に言及している[21]。
- さらにユスチヌスは著書『トリフォンとの対話』において、焼かれた羊の中にイエスの十字架を見ている。「完全に焼くように命じられた羊はキリストが経験された十字架の苦しみのシンボルである。」とし過越の羊が縦の串と横棒によって焼かれたことに言及している[22]。
- 『ペテロ行伝』は、西暦180-90年頃に記された書物である。十字架について「ことばが縦の木で、響きが横の木である」と述べている。しかも、「中央あたりで横木を垂直の木に固定している」と描いている[23]。
- ３世紀初期のフェリクス（西暦210-250）の書物では船とオールの関係、あるいは船と帆の関係の中に「十字架」を見ている。この両方の例えから推測できる「十字架」とは、やはり、伝統的な形態の十字架になる。さらには「人が純粋な心で手を伸ばして神を崇める」姿の中に、十字架を見ている[24]。

### 「スタウロス」語句の意味について
大野キリスト教会牧師であり、「JWTC（エホバの証人をキリストへ）」
主宰者の中澤啓介は著書『十字架か、杭か』において、「スタウロス」の意味について西暦前7世紀ごろは「杭」という意味であったが、その後「掲げる」「つき刺す」を意味した「アナクレマニーミ」、あるいは「アナスコロピゾー」と交換可能な言葉へと変化し、これらの動詞は「突き刺す」、処刑あるいは見せしめのために「掲げる」、さらに「十字架につける」、「苦める」、などの意味で使われたと解説し、イエスに関して言えば、ローマの総督ポンテオ・ピラトのもとで処刑されたのだから、ローマのその当時の処刑法の中で理解することこそ重要であると解説している。

### 「スタウロス」の様々な形状の証言
- イエス時代のストア派哲学者セネカ（西暦前4年－西暦65年）は、「私は、そこに、一つの形だけではなく、いろいろ違った形の十字架を見た。あるものは、犯罪者の頭が地面につくようになっており、他のものは、陰部を刺し通すようなものだった。さらに、他のものは、横棒に犯罪者の腕を広げるような形のものだった。」と記述している[26]。
- エホバの証人が権威ある辞書としてしばしば引用している『新国際新約聖書神学辞典』も、さまざまな形の十字架がローマ時代には使われていたと記述している[27]。「この形の死刑執行はローマ人によってのみ執行された。スタウロスは、十字架の形において、横棒がつけられたことは大いにありうることである。一般の歴史の資料からは、十字架の正確な形が、同じ長さの棒からできた十字架（crux immisa）だったのか、Ｔ字の十字架（crux commissa）だったのかは明らかにできない。罪状書きを張りつけることが一般的であったわけではないので、十字架はいつも伝統的な十字の形（crux immissa）をしていた、と考える必要はない。」

### 「クルクス」の意味
エホバの証人は『ルイスとショートのラテン語辞書』を根拠に、「クルクス」の基本的意味を「犯罪者がつけられたり掛けられたりする、木、枠木、または木製の他の処刑具」としているが、同書においてローマの喜劇詩人テレンス（西暦前195-159年）の文献（and.3、5、15）、キケロ（西暦前106-43年）の文献（Verr.2、1、3 と7、2、1、4、と9、Pis.18、42、Fin.5、30、92 等々）、クインティリアヌス（西暦30-96年）の文献（4、2、17）、タキトゥス（西暦55-120年）の文献（アグリコラ15、44）、ホーレ（西暦前68-8年）の文献（S.1、3、82、2、7、47、EP.1、16、48その他しばしば）などにおいて、「クルクス crux」が十字架の意味で使われたことを明らかにしている。このラテン語辞書は、ラテン語の文献を読むときには欠かせない、標準的な権威あるものである。

### バインの『新約聖書用語解説辞典』の記述
エホバの証人はバインの『新約聖書用語解説辞典』を「杭」主張の根拠に使用しているが、同書の「スタウロス」の字義説明において、マタイ27 章32 節を挙げ、「十字架もしくは杭自体」と解説している。さらに、バインは、同辞書の「木（tree）」という項目において、「クシュロン」を「十字架、スタウロスの木、ローマ人が処刑される人物を釘付けにした立てられた柱または杭」と説明している。これらの語義説明の中で、バインは、十字架（cross）を最初に紹介している。そこから、バイン自身は、イエスは杭ではなく、十字架刑に処せられたと考えていた、と想定される。つまり、バインは「スタウロス」の字義説明において、さまざまな十字架模様がキリスト教のシンボルに採用されていく状況を解説しているのであって、イエスがかけられた刑具そのものを問題にしているわけではない、ということである。

### 現代訳聖書におけるギリシャ語スタウロス
クリスチャン・ギリシャ語聖書即ち新約聖書では次の27箇所でギリシャ語スタウロスが用いられている。マタイ10：38、 16：24、 27：32，40，42、 マルコ8：34、15：21，30，32、 ルカ9：23、 14：27、 23：26、 ヨハネ19：17，19，25，31、 コリント第一1：17，18、 ガラテア5：11、 6：12，14、 エフェソス2：16、 フィリピ2：8、 3：18、 コロサイ1：20、 2：14、 ヘブライ12：2。
恐らく３００はあると思われる英訳聖書（旧約新約完訳聖書及び新約のみの訳）の内確認できる２００余りの英訳（古代訳から現代訳）の殆どはギリシャ語スタウロスを“cross”「十字架」と訳している。しかし、下記の現代訳はギリシャ語「スタウロス」を上記のすべての箇所で或いはその中の多くの箇所で十字架とは訳しておらず、“stake”「杭」又は“pole”「柱」と訳している。Sacred Scriptures Bethel Edition（1981）とNazarene Commentary 2000及びSacred Scriptures, Family of Yah Edition（2001）以外のこれらの英訳は現在Webで公開されている。“”は訳例。（200程の英訳聖書はWebで公開されている）
ギリシャ語スタウロスは下記の英訳聖書において下記のように訳されている。
- Complete Jewish Bible（1998）… “stake”×12，“execution-stake”×15
- New Simplified Bible（2004）… “stake”×27
- An American English Bible（2001）… “pole”×14，“impaling pole”×12，“torture poles”×1
- A revision of Noah Webster's revision of the Authorized Version（?）… “stake”×27
- Sacred Scriptures, Family of Yah Edition（2001）… “stake”×26, “cross”×1 （現在Webページは閉鎖；印刷版の存在は不明）
- Sacred Scriptures Bethel Edition（1981）… “stake”×1，“torture stake”×21，“burden”×5
- THE WORD OF YAHWEH（2016）… “stake”×27
- The Book of Yahweh（1999）… “stake”×13，“yoke”×5，“sacrifice”×7，“suffering and death”×1，“reconciliation”×1
- Jonathan Mitchell New Testament（2006）… “cross (execution stake)”×10，“execution stake (cross)”×7，“cross (torture stake)”×4，“stake (or：cross)”×3，“cross(stake)”×1，“cross (or:torture and death stake)”×1，“cross”×1
- exeGeses Companion Bible（2008）… “stake”×27
- Nazarene Commentary 2000 …“stake”×22，“torture stake”×1，“instrument of execution”×1，“execution”×1，“cross”×2（Web版は現在は閉じられているが、印刷版が出版されている）
- The Scriptures（2009）… “stake”×27
- Jewish New Testament（1992）… “stake”×11，“execution-stake”×15，“being executed on a stake”×1
- New Messianic Version of the Bible（2012）… “stake (cross)”×22，“beam”×2，“tree”×1（マタイ10：38-この節は欠如，マタイ16：24-スタウロスは訳されていない）
- Restoration Scriptures True Name Edition（2004）… “stake”×4，“execution stake”×21，“execution cytz”×1，“offering”×1
- Hebraic Roots Bible（2012）… “stuff”×1，“torture stake”×18，“cross beam”×5，“tree”×1，“crucifixion”×2
- HALLELUYAH SCRIPTURES（2015）… マタイ→“stake”×5，マルコ→“stake”×4（Webではマタイとマルコのみが確認できる 現在印刷版は入手不能）
- YHVH Sacred Scriptures（2020）… “stake”×27

stake＝杭、torture＝苦しみ、pole＝柱、impaling pole＝突き刺すための柱、torture stake＝苦しみの杭、execution-stake＝処刑の杭、being executed on a stake＝杭の上で処刑される事、burden＝重荷、instrument of execution＝処刑具、execution＝死刑執行、yoke＝くびき、suffering and death＝苦しみと死、reconciliation＝和解、stuff＝物・具材、beam＝梁、cross beam＝十字架の梁・交差する梁、crucifixion＝はりつけ、offering＝捧げ物・捧げる事、execution cytz＝cytzはヘブライ語の英字への翻字と思われるが意味は不明

興味深いのは、これらの現代訳聖書の幾つかが、新世界訳のように、修飾語として“execution”（処刑）、“torture”（苦しみ）を“stake”に付け加えている事である。これらの場合を含めてスタウロスが登場する場合、ギリシャ語本文では、ヘブライ12：2以外は必ず、スタウロスは定冠詞「ホ」を伴っている。この定冠詞「ホ」は英語の定冠詞“the”とは異なり、スタウロスを特定のスタウロスに限定するものである。イエスは特定のスタウロス即ち処刑用具としてのスタウロスについて言及した。このスタウロスは壮絶な苦しみを伴った事が古代の文献に書かれている。「だれでも自分の苦しみの杭を受け入れてわたしのあとに従わない者は、わたしにふさわしくありません」という言葉に続く、「自分の魂を見いだす者はそれを失い、わたしのために自分の魂を失う者はそれを見いだすのです」というイエスの言葉はそのスタウロスが意味する死に至る程の壮絶な苦しみについて明らかにしている。そして、このイエスの言葉を聞いた弟子たちにそのスタウロスに釘付けにされた罪人が耐えがたい苦しみと共に絶命した事を思い起こさせる事になりました。（マタイ10：38，39） イエスが言及され、そしてそれに釘付けされたスタウロスには、死に至らせる程の耐えがたい苦しみという印象が常に付随している。
ギリシャ語スタウロスを“stake”「杭」と翻訳する事にどのような正当性があるのでしょうか。ギリシャ語スタウロスは杭を打つという意味の動詞「スタウロオー」に由来しており，字義的には“stake”「杭」を意味し、十字架という意味は後から加わった拡張された意味である。ローマ人或いはローマ帝国は、十字型、T型、X型、I型の数種類の型のスタウロスを帝国の征服した領域内で処刑に用いていましたが、特定の型のスタウロスに固執する事はありませんでした。そして、ユダヤ人たちは古来、処刑において十字架を使用してはいませんでした。律法が処刑方法として定めているのは石撃ちでした。（レビ記20：2； 申命記22：23，24） 従って、律法は罪人が何時間も或いは数日の間苦しみ続けるのを許してはいなかった。スタウロスに釘付けされた罪人は何日も苦しみ続けました。律法下においては、罪人が「木」或いは「杭」に掛けられるのはその罪人が石撃ちによって死んでからの事でした。（申命記22：22，23） 律法は石撃ちしか許していなかったため、祭司長たちとユダヤ人たちはスタウロスによって処刑するローマ政府にイエスを引き渡す事にしました。（ルカ20：20； マタイ27：2）「杭につけろ！」と言ってピラトに迫った時、彼らは極めて残忍な処刑方法を選択した。（マタイ27：22，23； ヨハネ19：6）
また、彼らは異教の紋章に由来する十字型スタウロスが約束の地そして聖なる都市エルサレムの直ぐ側に持ち込まれるのを許さなかったに違いありません。ローマ皇帝の肖像がついた軍旗がエルサレムに持ち込まれるのをユダヤ人たちは命を張って阻止したのだから、（聖書に対する洞察「ピラト」）、彼らが異教に由来する十字型スタウロスやT型タスタウロスそしてX型スタウロスを拒否したのは想像に難くありません。唯一、彼らが受け入れ得るスタウロス、即ち、異教と関係のない型のスタウロスはI型または杭型スタウロスであった。イエスが言及され、釘付けされたスタウロスは杭型スタウロスであった。（マタイ20：18，19）
ローマ帝国や総督府はユダヤ人たちに配慮して彼らの要求を可能な限り受け入れなければなりませんでした。ローマ帝国も総督府もユダヤ人の事柄特に宗教的な事柄に深く介入するのを避け、彼らの宗教的，政治的，また経済的な権益を誘導して彼らを手懐けようとしました。彼らがそうしたのは，ユダヤ属州はローマ帝国の東の外れにあり、大した税収は望めませんでしたが、東方民族国家(パルティア)に対する防壁としての軍事的な役割があり、また、アエギュプトゥス即ちエジプトに至る陸路の重要な要所にあったからである。（ユダヤ属州→ユダヤ（ユダエア）属州）
このため，軍事的に重要な位置にあったユダヤ属州には元老院議員や行政執行官ではなく、代々騎士階級のエリートの軍人が全権を託された総督として派遣されました。(「ユダヤ属州」の「ユダヤ（ユダエア）属州」参照)  ユダヤ属州には、行政執行官と騎士階級のエリートの軍人の二人が度々総督として同時に派遣され、騎士階級のエリートの軍人は全権を託された総督であり，もう一人の総督は行政担当でした。（軍事と行政を分離した効率的な支配） 総督ピラト（在任AD26－36）はそのような騎士階級のエリート（エクィテス）でした。（Wikipedia ピラト） イエスが生まれた年（BC2）に，税収を査定するためにユダヤ属州の最初の人口調査を行ったシリアの総督クレニオはローマ帝国の元老院議員でありまた行政長官のあらゆる職務を歴任しており（聖書に対する洞察第1巻「クレニオ」；ユダヤ古代誌，XVIII，1，2，3，4 [i，1]）、行政担当の総督として人口調査のために一時的にユダヤ属州に派遣された総督でした。（ルカ2：1，2；新世界訳1985）